# Михеев, Вячеслав Владимирович
Вячеслав Владимирович Михеев (род. 17 декабря 1973, Москва) — российский футболист и мини-футболист, играл на позиции вратаря. После окончания спортивной карьеры работает тренером вратарей.

## Клубная карьера
Является воспитанником футбольной школы московского «Динамо». Профессиональную карьеру начинал в клубе «Динамо-2» во Второй лиге. С 1997 по 1998 годы играл в клубе «Асмарал», однако неудачно: пропустил 68 мячей в 44 матчах.
В течение двух сезонов выступал за МФК «Липецк».
20 июня 2013 года был назначен ассистентом главного тренера МФК «КПРФ».
Являлся тренером вратарей в штабе Темура Алекберова, работал на этом посту и после прихода в команду Вадима Яшина. Весной 2017 года по болезни Михаила Маркина временно возглавлял «КПРФ-д» и вместе с дублем клуба стал чемпионом Высшей лиги. Летом того же года на время стал исполняющим обязанности главного тренера МФК «КПРФ».

## Достижения
«ГКИ-Газпром»
- Высшая лига
  -  Победитель (1): 2001

«Динамо»
- Суперкубок
  -  Обладатель (1): 2002/2003